# جاك جنكينز (لاعب كرة قدم)
جاك جنكينز (بالإنجليزية: Jack Jenkins)‏ (مواليد 26 نوفمبر 2001) هو لاعب كرة قدم إنجليزي محترف يلعب كلاعب وسط لنادي سالفورد سيتي، على سبيل الإعارة من نادي ليدز يونايتد.